# Robert Pinget
Robert Pinget (ur. 19 lipca 1919 w Genewie, zm. 25 sierpnia 1997 w Tours) – pisarz francuski.
Był przedstawicielem eksperymentalnego nurtu – nowej powieści. Był autorem powieści i opowiadań oraz sztuk scenicznych będących refleksją nad językiem i jego możliwościami.

## Twórczość
- Jean Loiseau, 2009
- La Fissure, précédée de Malicotte-la-Frontière, 2009
- Mahu reparle, 2009
- Taches d'encre, 1997
- L'Affaire Ducreux, et autres pièces, 1995
- Gibelotte, 1994
- De rien, 1992,
- Théo ou Le temps neuf, 1991
- Du nerf, 1990,
- L'Ennemi, 1987,
- Un testament bizarre, et autres pièces, 1986,
- Charrue, 1985
- Le harnais, 1984
- Monsieur Songe, 1982
- L'Apocryphe, 1980,
- Cette voix, 1975,
- Paralchimie, suivi de Architruc-L'Hypothèse-Nuit, 1973,
- Fable, 1971,
- Identité, 1971,
- Abel et Bela, 1971,
- Passacaille, 1969,
- Le libera, 1968,
- Cette chose, 1967
- Quelqu'un, 1965,
- Autour de Mortin, 1965,
- L'Inquisitoire, 1962,
- Ici ou ailleurs, Architruc-L'Hypothèse, 1961,
- Clope au dossier, 1961,
- L'Hypothèse, 1961,
- La manivelle, 1960,
- Lettre morte, 1959,
- Le fiston, 1959,
- Baga, 1958,
- Graal Flibuste, 1956,
- Le renard et la boussole, 1953,
- Mahu ou le matériau, 1952,
- Entre Fantoine et Agapa, 1951,